# Helen Rae
Helen Rae (1938–2021) foi uma artista americana. Rae usou revistas de moda como inspiração e ponto de partida para os seus desenhos a lápis de cor. Artista autodidata, Rae era surda e não-verbal. Ela morou durante toda sua vida em Claremont, na Califórnia, e recebeu reconhecimento pelo seu trabalho tarde na vida. Rae realizou a sua primeira exposição individual em 2016, aos 76 anos.
O seu trabalho está incluído na colecção do Museu de Arte Moderna de Nova York.